# Musikladen/Episodenliste
Diese Seite enthält eine vollständige Auflistung aller 90 Folgen der deutschen Musiksendung Musikladen. Sie ist chronologisch geordnet und führt alle aufgetretenen Interpreten samt den von ihnen aufgeführten Liedern.

## 1972

### Musikladen 1
Ausstrahlung: 13. Dezember 1972
| Interpret               | Lied                     | Anmerkungen |
| ----------------------- | ------------------------ | ----------- |
| Chris Barber’s Jazzband | Ice Cream                |             |
| Chris Barber’s Jazzband | New York Town Blues      |             |
| Chuck Berry             | School Days              |             |
| Lynsey de Paul          | Sugar Me                 |             |
| Lynsey de Paul          | Getting a Drag           |             |
| Johnny Cash             | San Quentin              |             |
| Insterburg & Co.        | k. A.                    |             |
| The Everly Brothers     | Dream, Dream, Dream      | Oldie       |
| Slade                   | Gudbuy to Jane           |             |
| Slade                   | Mama Weer All Crazee Now |             |
| Medicine Head           | How Does It Feel         |             |

## 1973

### Musikladen 2
Ausstrahlung: 10. Januar 1973
| Interpret                    | Lied                                     | Anmerkungen |
| ---------------------------- | ---------------------------------------- | ----------- |
| Old Merrytale Jazzband       | Beer Street Blues                        |             |
| Klaus Doldinger: Passport II | Mandragora                               |             |
| King Earl Boogie Band        | Stealin’, Stealin’                       |             |
| Insterburg & Co.             | k. A.                                    |             |
| Lonnie Donegan               | Does Your Chewing Gum Lose It’s Flavour? |             |
| Peter Skellern               | You’re a Lady                            |             |
| Sonny and Cher               | I Got You Babe                           | Oldie       |
| Old Merrytale Jazzband       | It’s Tight Like That                     |             |

### Musikladen 3
Ausstrahlung: 21. Februar 1973 Radio Bremen
| Interpret                       | Lied                      | Anmerkungen  |
| ------------------------------- | ------------------------- | ------------ |
| The Dubliners                   | Kelly the Boy             |              |
| Chi Coltrane                    | Thunder and Lightning     |              |
| Schnuckenack Reinhardt Quintett | Sweet Georgia Brown       |              |
| Schnuckenack Reinhardt Quintett | The Man I love            |              |
| Insterburg & Co.                | "Gedichte"                |              |
| Insterburg & Co.                | "Die Toilette"            |              |
| Insterburg & Co.                | "Französisches Changsong" |              |
| T. Rex                          | 20th Century Boy          | Weltpremiere |
| The Moody Blues                 | Nights in White Satin     | Oldie        |
| Chi Coltrane                    | I Will Not Dance          |              |
| Dubliners                       | Dublin in the Green       |              |

### Musikladen 4
Ausstrahlung: 21. März 1973
| Interpret             | Lied                        | Anmerkungen |
| --------------------- | --------------------------- | ----------- |
| Fumble                | Good Golly, Miss Molly      |             |
| Fumble                | Get Up                      |             |
| Thin Lizzy            | Whiskey in the Jar          |             |
| Donny Osmond          | The Twelfth of Never        |             |
| Acker Bilk            | Panama Rag                  |             |
| Timmy Thomas          | Why Can’t We Live Together  |             |
| Insterburg & Co.      | Wodka Rubel                 |             |
| Anne Murray           | Snowbird                    |             |
| Chris Montez & Fumble | Let’s Dance                 |             |
| Fumble                | Jailhouse Rock              | Oldie       |
| Acker Bilk            | South Rampart Street Parade |             |

### Musikladen 5
Ausstrahlung: 2. Mai 1973
| Interpret                       | Lied              | Anmerkungen |
| ------------------------------- | ----------------- | ----------- |
| Johnny Rivers                   | Memphis ’72       |             |
| Johnny Rivers                   | Rockin’ Pneumonia |             |
| Traffic                         | Evening Blue      |             |
| Mama Lion                       | Candy Man         |             |
| Humphrey Lyttelton              | Doggin’ Around    |             |
| Insterburg & Co.                | Das Schwein       |             |
| Insterburg & Co.                | k. A.             |             |
| Lynsey de Paul                  | Doctor, doctor    |             |
| The Crazy World of Arthur Brown | Fire              | Oldie       |
| New Seekers                     | Pinball Wizard    |             |

### Musikladen 6
Ausstrahlung: 30. Mai 1973
| Interpret                         | Lied                               | Anmerkungen |
| --------------------------------- | ---------------------------------- | ----------- |
| Turk Murphy & His Frisco Jazzband | 1919 Rag                           |             |
| Turk Murphy & His Frisco Jazzband | Snake Rag                          |             |
| Sha Na Na                         | Yakety Yag                         |             |
| Sha Na Na                         | Sea Cruise                         |             |
| Sha Na Na                         | Hound Dog                          |             |
| Earth & Fire                      | Maybe Tomorrow, Maybe Tonight      |             |
| Roy Buchanan                      | Sweet Dreams                       |             |
| Roger Daltrey                     | Giving it all away                 |             |
| Ofarim & Winter                   | Why Red/Don’t You Worry            |             |
| Neil Sedaka                       | Standing on the Inside             |             |
| Dave Dee & Co.                    | The Legend of Xanadu               | Oldie       |
| Donna Fargo                       | The Happiest Girl In The Whole USA |             |
| Blood, Sweat & Tears              | Sail Away                          |             |
| Roxy Music                        | Virginia Plain                     |             |
| Roxy Music                        | Do the Strand                      |             |
| Roxy Music                        | Editions of You                    |             |
| Roxy Music                        | In Every Dream Home a Heartache    |             |
| Roxy Music                        | Remake Remodel                     |             |

### Musikladen 7
Ausstrahlung: 3. Oktober 1973
| Interpret               | Lied                          | Anmerkungen      |
| ----------------------- | ----------------------------- | ---------------- |
| Chris Barber’s Jazzband | Stevedore stompf              |                  |
| Albert Hammond          | Everything I Want to Do       |                  |
| Ramsey Lewis Trio       | Hang on Sloopy                |                  |
| Ekseption               | Flight of the Bumble Bee      |                  |
| Bill Withers            | Harlem                        |                  |
| Ingo Insterburg         | Ich liebte ein Mädchen …      |                  |
| The Rolling Stones      | Silvertrain (Frisch vom Band) |                  |
| Albert Hammond          | Free Electric Band            |                  |
| Marsha Hunt             | Keep the Customers Satisfied  | Oldie: Beat Club |
| Chris Barber’s Jazzband | What you gonna do             |                  |

### Musikladen 8
Ausstrahlung: 31. Oktober 1973
| Interpret             | Lied                    | Anmerkungen |
| --------------------- | ----------------------- | ----------- |
| Monty Sunshine        | Sweet Sue               |             |
| Neil Sedaka           | Our Last Song Together  |             |
| Suzi Quatro           | 48 Crash                |             |
| Billy Preston         | In Outer Space          |             |
| Insterburg & Co.      | Raucherhusten-Blues     |             |
| Demon Thor & Krokodil | Just One Little Moment  |             |
| Truck Stop            | Orange Blossom Special  |             |
| David Essex           | Rock On                 |             |
| Joe South             | Games People Play       | Oldie       |
| The Temperance Seven  | You’re Driving Me Crazy |             |

### Musikladen 9
Ausstrahlung: 5. Dezember 1973
| Interpret                      | Lied                         | Anmerkungen      |
| ------------------------------ | ---------------------------- | ---------------- |
| Max Collie                     | At the Jazz Band Ball        |                  |
| Ingeborg Thompson & Max Collie | Cakewalking Babies from Home |                  |
| Dietrich Kittner               | Automatenlied                |                  |
| Ike & Tina Turner              | Nutbush City Limits          |                  |
| Horslips                       | High Reel                    |                  |
| The Osmonds                    | One Way Ticket to Anywhere   |                  |
| New York Dolls                 | Looking for a Kiss           |                  |
| Donovan                        | Only the Blues               |                  |
| Dietrich Kittner               | Öl-Konzerne                  | Limerick         |
| Marie Osmond                   | Paper Roses                  |                  |
| Arthur Conley                  | Sweet Soul Music             | Oldie: Beat Club |
| Max Collie                     | Doctor Jazz                  |                  |

## 1974

### Musikladen 10
Ausstrahlung: 23. Januar 1974
| Interpret                          | Lied                             | Anmerkungen |
| ---------------------------------- | -------------------------------- | ----------- |
| Abbi Hübner                        | Dismal Dan                       |             |
| Abbi Hübner                        | Panama Rag                       |             |
| Country Joe McDonald               | Blowing Down That Old Dusty Road |             |
| The Doobie Brothers                | China Grove                      |             |
| Donny Osmond                       | When I Fall in Love              |             |
| Chi Coltrane                       | Who Ever Told You                |             |
| Insterburg & Co.                   | Ja die Jäger haben´s gut         |             |
| Bryan Ferry                        | A Hard Rain’s Gonna Fall         |             |
| Stevie Wonder                      | Living for the City              |             |
| Dave Dee, Dozy, Beaky, Mick & Tich | Hold Tight                       | Oldie       |
| Stevie Wonder                      | Superstition                     |             |

### Musikladen 11
Ausstrahlung: 20. Februar 1974
| Interpret                   | Lied                           | Anmerkungen                    |
| --------------------------- | ------------------------------ | ------------------------------ |
| Leinemann                   | The First National Ragtime     |                                |
| Leinemann                   | Grandma                        |                                |
| Judi Pulver                 | Sing for Your Supper           |                                |
| Leo Sayer                   | The Show Must Go On            |                                |
| The Sweet                   | Teenage Rampage                |                                |
| The Sweet                   | Sweet F.A.                     | Nicht gesendet                 |
| Ulrich Roski                | Der kleine Mann von der Straße |                                |
| Lulu                        | The Man Who Sold the World     |                                |
| Alex Welsh and His Jazzband | Too-Too-Toosie Goodbye         |                                |
| Vinegar Joe                 | Proud to Be a Honky Woman      |                                |
| Scott McKenzie              | San Francisco                  | Oldie: Beat Club November 1967 |
| Alex Welsh and His Jazzband | At the Jazz band Ball          |                                |

### Musikladen 12
Ausstrahlung: 20. März 1974
| Interpret                               | Lied                              | Anmerkungen         |
| --------------------------------------- | --------------------------------- | ------------------- |
| Dutch Swing College Band                | k. A.                             |                     |
| Dr. Hook & the Medicine Show            | At the Freaker’s Ball             |                     |
| Alexis Korner                           | Hey, Good Lookin’                 |                     |
| War                                     | Baby Brother                      |                     |
| Alexis Korner                           | Midnight Special                  |                     |
| Dave Brubeck                            | Circadian Dysrhythmia             |                     |
| Schobert & Black                        | Versöhnung Never                  |                     |
| Kiki Dee                                | Amoureuse                         |                     |
| Dutch Swing College Band & Teddy Wilson | Honeysuckle Rose                  |                     |
| Walker Brothers                         | The Sun Ain’t Gonna Shine Anymore | Oldie: Oktober 1966 |
| Dutch Swing College Band                | Riverboat Suffer                  |                     |

### Musikladen 13
Ausstrahlung: 17. April 1974
| Interpret                                                           | Lied                      | Anmerkungen                                          |
| ------------------------------------------------------------------- | ------------------------- | ---------------------------------------------------- |
| Benny Waters & Trevor Richards Trio & Marie-Ange Martin             | Avalon                    |                                                      |
| New York City                                                       | Quick, Fast, in a Hurry   |                                                      |
| Stealers Wheel                                                      | Stars                     |                                                      |
| Benny Waters & Trevor Richards Trio & Marie-Ange Martin             | Some of These Days        |                                                      |
| Terry Jacks                                                         | Seasons in the Sun        | Zuerst ausgestrahlt auf "Top of the Pops" 11/04/1974 |
| Schobert & Black                                                    | Schnadahüpferl            |                                                      |
| Bobbie Wright & the Tennessee Mountain Boys                         | Everybody Needs a Rainbow |                                                      |
| Manfred Mann’s Earth Band                                           | Buddha                    |                                                      |
| Sonny and Cher                                                      | Little Man                | Oldie                                                |
| Karl Dall                                                           | k. A.                     |                                                      |
| Bobby Wright & the Tennessee Mountain Boys & the Kitty Wells Family | I See the Light           |                                                      |

### Musikladen 14
Ausstrahlung: 15. Mai 1974
| Interpret                  | Lied                                  | Anmerkungen      |
| -------------------------- | ------------------------------------- | ---------------- |
| Mungo Jerry                | All Right, All Right, All Right       |                  |
| David Cassidy              | Rock Me Baby                          |                  |
| Kenny Ball and the Jazzmen | The Entertainer                       |                  |
| Lesley Duncan              | My Soul                               |                  |
| Mungo Jerry                | Long Legged Woman Dressed in Black    |                  |
| Lionel Hampton             | Avalon / Won’t You Come Along with Me |                  |
| Schobert & Black           | Ich und die kranke Umwelt             |                  |
| Wilma Reading              | There Is Something About You          |                  |
| Hudson-Ford                | Crying Blues                          |                  |
| Donovan                    | Catch the Wind                        | Oldie: März 1965 |
| Kenny Ball and the Jazzmen | Shine                                 |                  |

### Musikladen 15
Ausstrahlung: 13. November 1974
| Interpret                | Lied                             | Anmerkungen      |
| ------------------------ | -------------------------------- | ---------------- |
| America                  | Mad Dog                          |                  |
| Kin Ping Meh             | Good Time Gracie                 |                  |
| Randy Newman             | Old Kentucky Home                |                  |
| Roxy Music               | All I Want Is You                |                  |
| Ike & Tina Turner        | Get it on                        |                  |
| Insterburg & Co.         | Der Nachbar von Nebenan          |                  |
| Insterburg & Co.         | Völkerverbindendes Lied          |                  |
| Insterburg & Co.         | Das wird ein Hit                 |                  |
| Van Morrison             | Bulbs                            |                  |
| The Sweet                | Turn It Down                     |                  |
| Bachman-Turner Overdrive | You Ain’t Seen Nothing Yet       |                  |
| Mountain Village Jazzmen | I’ve Got the Feeling I’m Falling |                  |
| Dave Davies              | Death of a Clown                 | Oldie: Juli 1967 |

### Musikladen 16
Ausstrahlung: 18. Dezember 1974
| Interpret                           | Lied                           | Anmerkungen                                 |
| ----------------------------------- | ------------------------------ | ------------------------------------------- |
| Kenny Ball & the Jazzmen            | The Entertainer                |                                             |
| Turk Murphy and His Frisco Jazzband | Fifty Miles in San Francisco   |                                             |
| Johnny Winter                       | Boney Moroney                  |                                             |
| McGuinness Flint                    | C’est la vie                   |                                             |
| Freddie King                        | Shake Your Booty               |                                             |
| Schobert & Black                    | Die Fernsehshow                |                                             |
| The World’s Greatest Jazzband       | South Rampart Street Parade    |                                             |
| Leo Sayer                           | Long Tall Glasses              |                                             |
| Kiki Dee Band                       | I've Got the Music in Me       |                                             |
| Wilma Reading                       | Two Can Have a Party           |                                             |
| Cream                               | Strange Brew                   | Oldie: Beat Club Mai 1967                   |
| Turk Murphy and His Frisco Jazzband | When You’re Smiling            |                                             |
| Turk Murphy and His Frisco Jazzband | When the Saints Go Marching In | bei gekürzten Wiederholungen weggeschnitten |

## 1975

### Musikladen 17
Ausstrahlung: 5. Februar 1975
| Interpret                 | Lied                                   | Anmerkungen                                 |
| ------------------------- | -------------------------------------- | ------------------------------------------- |
| Die Wühlmäuse             | Kabarettprogramm                       |                                             |
| Jaap Dekker Boogie Set    | Stamping Horses                        |                                             |
| Little Feat               | Oh Atlanta                             |                                             |
| Billy Preston             | Nothing from Nothing                   |                                             |
| George Baker Selection    | (Fly Away) Little Paraquayo            | mit Einblendung des Textes                  |
| John Simon’s One-Man-Band | What I Say                             |                                             |
| Thomas Fortmann           | Try Again                              |                                             |
| Ohio Players              | Fire                                   |                                             |
| Stephanie de Sykes        | Only Love                              |                                             |
| The Rolling Stones        | Ain’t Too Proud to Beg                 | bei gekürzten Wiederholungen weggeschnitten |
| Sparks                    | Something for the Girl with Everything |                                             |
| The Kinks                 | Mr. Pleasant                           | Oldie: Beat Club Mai 1967                   |
| Jaap Dekker Boogie Set    | Soul Boogie No. 1                      |                                             |

### Musikladen 18
Ausstrahlung: 30. April 1975
| Interpret                | Lied                              | Anmerkungen                                 |
| ------------------------ | --------------------------------- | ------------------------------------------- |
| Jaap Dekker Boogie Set   | k. A.                             |                                             |
| Chris Barber’s Jazzband  | Take the A Train                  |                                             |
| Bachman-Turner Overdrive | You Ain’t Seen Nothing yet        |                                             |
| Duane Eddy               | Peter Gunn                        |                                             |
| Bay City Rollers         | Bye Bye Baby                      |                                             |
| Insterburg & Co.         | Sexy Marie                        |                                             |
| Insterburg & Co.         | Geige                             |                                             |
| Insterburg & Co.         | Durchmarsch                       |                                             |
| The Osmonds              | Rock ’n’ Roll Medley              |                                             |
| Joey Dyser               | Onehundred Years                  |                                             |
| Bachman-Turner Overdrive | Roll on down the highway          |                                             |
| Duane Eddy               | Play Me Like You Play Your Guitar |                                             |
| Chris Barber’s Jazzband  | New Orleans Stomp                 | bei gekürzten Wiederholungen weggeschnitten |
| Manfred Mann             | Mighty Quinn                      | Oldie: März 1968                            |
| Chris Barber’s Jazzband  | Midnight Special                  |                                             |

### Musikladen 19
Ausstrahlung: 11. Juni 1975
| Interpret                   | Lied                                 | Anmerkungen      |
| --------------------------- | ------------------------------------ | ---------------- |
| Barrel House Jazzband       | Rebecca                              |                  |
| Johnny Rodriguez            | Hey Mal Yo                           |                  |
| Jerry Naylor                | Is This All There Is to a Honky Tonk |                  |
| Sailor                      | Sailor                               |                  |
| Billy Preston               | Struttin’                            |                  |
| Bachman-Turner Overdrive    | Hey You                              |                  |
| Jimmy Walker                | Behind Closed Doors                  |                  |
| Dizzy Man’s Band            | The Opera                            |                  |
| Bill Clifton                | Turn Your Radio On                   |                  |
| Hank the Knife and the Jets | Guitar King                          |                  |
| George Baker Selection      | Una paloma blanca                    |                  |
| Raymond Froggatt            | Callow la vita                       | Oldie: Juli 1968 |
| Barrel House Jazzband       | Monia Moners                         |                  |

### Musikladen 20
Ausstrahlung: 20. August 1975
| Interpret                    | Lied                    | Anmerkungen      |
| ---------------------------- | ----------------------- | ---------------- |
| 10cc                         | I’m Not in Love         |                  |
| Spooky & Sue                 | You Talk Too Much       |                  |
| Zenda Jacks                  | Earthquake              |                  |
| Bay City Rollers             | Give a Little Love      |                  |
| Johnny Nash                  | Tears on My Pillow      |                  |
| The Rubettes                 | Foe-dee-oh-dee          |                  |
| The Cats                     | Like a Spanish Song     |                  |
| Paper Lace                   | So What I Am            |                  |
| ABBA                         | SOS                     |                  |
| Roger Glover                 | Love Is All             |                  |
| Creedence Clearwater Revival | Proud Mary              | Oldie: März 1969 |
| The Seekers                  | Sparrow Song            |                  |
| The Seekers                  | Let’s Break This Chains |                  |

### Musikladen 21
Ausstrahlung: 30. August 1975 (Live IFA 1975)
| Interpret                                     | Lied                             | Anmerkungen  |
| --------------------------------------------- | -------------------------------- | ------------ |
| The Tumbleweeds                               | Steel Guitar Rag                 | Instrumental |
| The Tumbleweeds                               | Reno                             |              |
| The Tumbleweeds                               | Me and Bobby McGee               |              |
| Bill Clifton & The Echo Mountain Band         | Walking in my Sleep              |              |
| Bill Clifton & The Echo Mountain Band         | Babies in the Mill               |              |
| Bill Clifton & The Echo Mountain Band         | Going to Scotland                |              |
| Alexis Korner                                 | One Scotch, One Burbon, One Beer |              |
| Alexis Korner                                 | Slow Down                        |              |
| Alexis Korner                                 | Diamonds in the Rough            |              |
| Alexis Korner                                 | Get off of My Cloud              |              |
| Bill Clifton & The Echo Mountain Band         | Sunny Side of Life               |              |
| Bill Clifton & The Echo Mountain Band         | Come by the Hills                |              |
| Bill Clifton & The Echo Mountain Band         | The lonely Heart Blues           |              |
| Bill Clifton & The Echo Mountain Band         | Liberty                          |              |
| The Tumbleweeds                               | California Cotton Fields         |              |
| The Tumbleweeds                               | Somewhere Between                |              |
| Bill Clifton & Alexis Korner (und alle Bands) | I See the Light                  |              |

### Musikladen 22
Ausstrahlung: 15. Oktober 1975
| Interpret                       | Lied                                 | Anmerkungen                 |
| ------------------------------- | ------------------------------------ | --------------------------- |
| Typically Tropical              | Barbados                             |                             |
| Afric Simone                    | Ramaya                               |                             |
| Alain Barrière & Noëlle Cordier | Tu t’en vas                          |                             |
| Showaddywaddy                   | Rock and Roll Music                  |                             |
| Showaddywaddy                   | Three Steps to Heaven                |                             |
| Smokie (damals noch „Smokey“)   | If You Think You Know how to Love Me |                             |
| Mariska Veres                   | Take Me high                         |                             |
| Freddie King                    | Boogie Bump                          |                             |
| Gloria Gaynor                   | Do It yourself                       |                             |
| The Drifters                    | There Goes My first Love             |                             |
| The Hollies                     | Jennifer Eccles                      | Oldie: Beat Club April 1968 |
| George Baker Selection          | Morning Sky                          |                             |

### Musikladen 23
Ausstrahlung: 17. November 1975
| Interpret                           | Lied                    | Anmerkungen                |
| ----------------------------------- | ----------------------- | -------------------------- |
| Fox                                 | He’s Got Magic          |                            |
| Bay City Rollers                    | Money, Honey            |                            |
| Bonnie St. Claire & Unit Gloria     | Rocco (Don’t Go)        |                            |
| Billie Jo Spears                    | Blanket on the Ground   |                            |
| The Strange Creek Singers           | Bugle Call Rag          |                            |
| Mud                                 | L’ L’ Lucy              |                            |
| Brotherhood of Man                  | Kiss Me, Kiss Your Baby |                            |
| Hank the Knife and the Jets         | Stan the Gunman         |                            |
| Natalie Cole                        | This Will Be            |                            |
| Ike & Tina Turner                   | Delilah’s power         |                            |
| Johnny Cash                         | I Walk the Line         | Oldie: 1955; Aufnahme 1972 |
| Nat Gonella & Ted Easton’s Jazzband | Oh Mona                 |                            |

### Musikladen 24
Ausstrahlung: 22. Dezember 1975
| Interpret                     | Lied                                   | Anmerkungen               |
| ----------------------------- | -------------------------------------- | ------------------------- |
| Showaddywaddy                 | Heartbeat                              |                           |
| Black Blood                   | A.I.E.                                 |                           |
| Smokie                        | Don’t Play Your Rock ’n’ Roll to Me    |                           |
| Teach-In                      | Goodbye Love                           |                           |
| Esther Phillips               | What a Diff’rence a Day Makes          |                           |
| Pussycat                      | Mississippi                            |                           |
| Piet Veerman                  | Rollin’ on a River                     |                           |
| Etta Cameron                  | I’m a Woman                            |                           |
| Walker Brothers               | No Regrets                             |                           |
| Long Tall Ernie & the Shakers | Operator, Operator Get Me a Line       |                           |
| The Seekers                   | Love Isn’t Love until You Give It away |                           |
| Bee Gees                      | New York Mining Disaster 1941          | Oldie: Beat Club Mai 1967 |
| The Seekers                   | Break this Chance                      |                           |

## 1976

### Musikladen 25
Ausstrahlung: 6. März 1976
| Interpret              | Lied                        | Anmerkungen           |
| ---------------------- | --------------------------- | --------------------- |
| Two Man Sound          | Charly Brown                |                       |
| Ferrari                | Sailor Boy                  |                       |
| ABBA                   | Mamma Mia                   |                       |
| Sailor                 | Glass of Champagne          |                       |
| George Baker Selection | Send Me Your Pillow         |                       |
| George Baker Selection | Open Up Your Heart          |                       |
| Shaun Cassidy          | Morning Girl                |                       |
| Jackie Carter          | Treat Me like a Woman       |                       |
| Steeleye Span          | All around My Hat           |                       |
| Surprise Sisters       | La Booga Rooga              |                       |
| The Walkers            | I Wasn’t Born in Tennessee  |                       |
| Kristine               | Devil Woman                 |                       |
| Middle of the Road     | Everybody Loves a Winner    |                       |
| Gérard Lenorman        | La Ballade des Gens Heureux |                       |
| Martha Reeves          | Higher and Higher           |                       |
| Sailor                 | Girls Girls Girls           |                       |
| ABBA                   | Fernando                    |                       |
| Small Faces            | Itchycoo Park               | Oldie: Beat Club 1967 |
| Ferrari                | Woogie Boogie               |                       |

### Musikladen 26
Ausstrahlung: 29. Mai 1976
| Interpret                   | Lied                                        | Anmerkungen |
| --------------------------- | ------------------------------------------- | ----------- |
| Billy Ocean                 | Love really Hurts without You               |             |
| Roberta Kelly               | Love Power                                  |             |
| Nazareth                    | Love Hurts                                  |             |
| Die Goldene 11              | Ein Kuß nach Ladenschluß                    |             |
| Die Goldene 11              | Ich Laß Mir Meinen Körper schwarz Bepinseln |             |
| Amanda Lear                 | La Bagarre                                  |             |
| Barbara Dickson             | People Get ready                            |             |
| Pussycat                    | Mississippi                                 |             |
| Pussycat                    | Georgie                                     |             |
| Billy Swan                  | Just Want to Taste You Wine                 |             |
| Anita Meyer                 | The alternative Way                         |             |
| Dr. Jaeger                  | Passkontrolle                               |             |
| Andrea True Connection      | More, More, More                            |             |
| Rod Stewart                 | Tonight’s the Night                         |             |
| The Jimi Hendrix Experience | Hey Joe                                     | Oldie       |
| Rudolf Rock & die Schocker  | Sexy Hexy                                   |             |
| Rudolf Rock & Die Schocker  | Steiler Zahn                                |             |
| Rudolf Rock & Die Schocker  | Wir Machen ’ne Party                        |             |

### Musikladen 27
Ausstrahlung: 21. August 1976 (The Best of ABBA)
| Interpret | Lied                      | Anmerkungen |
| --------- | ------------------------- | ----------- |
| ABBA      | Waterloo                  |             |
| ABBA      | Honey, Honey              |             |
| ABBA      | Tropical Loveland         |             |
| ABBA      | S.O.S.                    |             |
| ABBA      | Rock Me                   |             |
| ABBA      | Dancing Queen             |             |
| ABBA      | Mamma Mia                 |             |
| ABBA      | I’ve Been Waiting for You |             |
| ABBA      | Fernando                  |             |
| ABBA      | So Long                   |             |

### Musikladen 28
Ausstrahlung: 18. September 1976
| Interpret                    | Lied                          | Anmerkungen |
| ---------------------------- | ----------------------------- | ----------- |
| ABBA                         | Dancing Queen                 |             |
| Black Blood                  | Kirie Kirio                   |             |
| Hank Mizell                  | Jungle Rock                   |             |
| Madâme                       | Do It now                     |             |
| Freddy Fender                | Wasted Days and Wasted Nights |             |
| David Dundas                 | Jeans on                      |             |
| Suzi Quatro                  | Tear Me apart                 |             |
| Sutherland Brothers & Quiver | Arms of Mary                  |             |
| Edwin Starr                  | Accident                      |             |
| Gilly Mason                  | Everyday I Have to Cry        |             |
| Fredl Fesl                   | Fußball-Lied/Glockensong      |             |
| Bill Amesbury                | Sugar Pie                     |             |
| Showaddywaddy                | Trocadero                     |             |
| Dana                         | Fairytale                     |             |
| Boney M.                     | Daddy Cool                    |             |
| Dave Edmunds                 | Here Comes the Weekend        |             |
| Sailor                       | Cool Breeze                   |             |
| The Equals                   | I Won’t Be there              | Oldie       |
| Sailor                       | Stiletto Heels                |             |

### Musikladen 29
Ausstrahlung: 16. Oktober 1976
| Interpret                     | Lied                                  | Anmerkungen           |
| ----------------------------- | ------------------------------------- | --------------------- |
| Johnny Wakelin                | In Zaire                              |                       |
| Spooky & Sue                  | You’ve Got what It Takes              |                       |
| Billy Ocean                   | L.O.D.                                |                       |
| The Real Thing                | Can’t Get by without You              |                       |
| Steve Harley                  | Here Comes the Sun                    |                       |
| Tina Charles                  | Dance little Lady Dance               |                       |
| Twiggy                        | Appalachian Boy                       |                       |
| Pussycat                      | Smile                                 |                       |
| Air Bubble                    | Racing Car                            |                       |
| Long Tall Ernie & the Shakers | Alright                               |                       |
| Roger Whittaker               | Indian Lady                           |                       |
| Leo Sayer                     | You Make Me Feel like Dancing         |                       |
| LaBelle                       | Lady Marmalade / Get You Somebody new |                       |
| Steppenwolf                   | Born to Be Wild                       | Oldie: Beat Club 1969 |
| The Beatles                   | Paperback Writer                      | Video                 |
| Twiggy                        | Here I go again                       |                       |
| Ferrari                       | Monza                                 |                       |

### Musikladen 30
Ausstrahlung: 11. Dezember 1976
| Interpret                      | Lied                     | Anmerkungen                     |
| ------------------------------ | ------------------------ | ------------------------------- |
| Ebony                          | Don’t Boogie Mr. Tango   |                                 |
| BZN                            | Mon Amour                |                                 |
| Etta Cameron                   | Wild Widow               |                                 |
| Sherbet                        | Howzat                   |                                 |
| Frédéric François              | Fanny, Fanny (Chicago)   |                                 |
| Joe Dunnet & The New Renegades | Cadillac                 |                                 |
| Teach-In                       | Upside Down              |                                 |
| Paul Nicholas                  | Dancing with the Captain |                                 |
| Heart                          | Magic Man                |                                 |
| Yancey                         | Making Music for Money   |                                 |
| Sutherland Brothers & Quiver   | Secrets                  |                                 |
| Boney M.                       | Sunny                    |                                 |
| Cat Stevens                    | Lady d’Arbanville        | Oldie: Beat Club 1970           |
| The Who                        | Substitute               | Video: Beat Club Nr. 8 von 1966 |
| The Sweet                      | Lost Angels              |                                 |

## 1977

### Musikladen 31
Ausstrahlung: 12. Februar 1977
| Interpret          | Lied                           | Anmerkungen           |
| ------------------ | ------------------------------ | --------------------- |
| Lovelets           | He, comment ça va              |                       |
| Patricia Paay      | Who’s that Lady ...            |                       |
| Champagne          | Rock ’n’ Roll Star             |                       |
| Heathermae         | Keep On Dancin’                |                       |
| Bonnie Tyler       | Lost in France                 |                       |
| The Manhattans     | Kiss and Say Goodbye           |                       |
| The Manhattans     | Kind-a Miss You                |                       |
| Jeanette           | ¿Porque te vas?                |                       |
| Kursaal Flyers     | Little Does She Know           |                       |
| Puhdys             | Wenn ein Mensch lebt           | LP-Tip                |
| Puhdys             | Reise zum Mittelpunkt der Erde |                       |
| Amanda Lear        | Blood and Honey                |                       |
| David Dundas       | Jeans On                       |                       |
| David Dundas       | Another Funny Honeymoon        |                       |
| Thelma Houston     | Don’t Leave Me this Way        |                       |
| Robin Gibb         | Saved by the Bell              | Oldie: Beat Club 1969 |
| The Ritchie Family | Life Is Music                  |                       |
| The Ritchie Family | Best Disco in Town             |                       |

### Musikladen 32
Ausstrahlung: 26. März 1977
| Interpret                           | Lied                         | Anmerkungen                |
| ----------------------------------- | ---------------------------- | -------------------------- |
| Dream Express                       | A Million in 1-2-3           |                            |
| Pastell                             | Sentimental Song             |                            |
| Emmylou Harris                      | C’est la Vie                 |                            |
| Billy Ocean                         | Red Light                    |                            |
| Crystal Palace                      | Take It All                  |                            |
| Margaret Cowie                      | Cathedrals                   |                            |
| Hall & Oates                        | Rich Girl                    | LP-Tip                     |
| BZN                                 | Don’t Say Goodbye            |                            |
| 5000 Volts                          | Light the Flame of Love      |                            |
| Monika Hauff & Klaus-Dieter Henkler | Als ich Dich heute wiedersah |                            |
| Heatwave                            | Boogie Nights                |                            |
| Art Sullivan & Kiki                 | Et si tu pars                |                            |
| Chris Spedding                      | Pogo Dancing                 |                            |
| Marilin McCoo & Billy Davis Jr.     | You Don’t Have to Be a Star  |                            |
| The Hollies                         | Sorry Suzanne                | Oldie: Beat Club März 1969 |
| Rudolf Rock & die Schocker          | Yakety yak                   |                            |
| Rudolf Rock & die Schocker          | Mein Hobby heißt Bobby       |                            |

### Musikladen 33
Ausstrahlung: 21. Mai 1977
| Interpret              | Lied                       | Anmerkungen |
| ---------------------- | -------------------------- | ----------- |
| Dead End Kids          | Have I the Right           |             |
| Al Sharp               | I’m never Gonna Leave You  |             |
| Roberta Kelly          | Zodiacs                    |             |
| Dolly Parton           | Jolene                     |             |
| Baccara                | Yes Sir, I Can Boogie      |             |
| Twiggy                 | Rings                      |             |
| Pussycat               | My Broken Souvenirs        |             |
| The Cats               | Save the Last Dance For Me |             |
| Tony Joe White         | Swamp Boogie               |             |
| Don Gibson             | It’s All Over              |             |
| The Four Seasons       | Down the Hall              |             |
| Boney M.               | Ma Baker                   |             |
| Yvonne Elliman         | Love Me                    |             |
| The Four Seasons       | Rag Doll                   |             |
| The Jacksons           | Enjoy Yourself             |             |
| George Baker Selection | Beautiful Rose             |             |

### Musikladen 34
Ausstrahlung: 13. August 1977
| Interpret           | Lied                            | Anmerkungen                |
| ------------------- | ------------------------------- | -------------------------- |
| Mr. Walkie Talkie   | Be My Boogie Woogie Baby        |                            |
| Luv’                | My Man                          |                            |
| Etta Cameron        | You Gotta Move                  |                            |
| Laurent Voulzy      | Rockollection                   |                            |
| Showaddywaddy       | You’ve Got what It Takes        |                            |
| Jennifer            | Do It for Me                    |                            |
| Bonnie Tyler        | Heaven                          |                            |
| Paul Nicholas       | Heaven’s on the 7th Floor       |                            |
| Dana                | Put some Words together         |                            |
| Pretty Maid Company | Nina, Pretty Ballerina          |                            |
| Amanda Lear         | Queen of Chinatown              |                            |
| Heart               | Barracuda                       | LP-Tip: aus «Little queen» |
| Baccara             | Sorry, I’m a Lady               |                            |
| Tina Charles        | Falling in Love with Summertime |                            |
| Don Gibson          | Oh, Lonesome Me                 |                            |
| Veronica Unlimited  | What Kind of Dance Is this?     |                            |

### Musikladen 35
Ausstrahlung: 8. Oktober 1977
| Interpret                     | Lied                          | Anmerkungen |
| ----------------------------- | ----------------------------- | ----------- |
| La Belle Epoque               | Black Is Black                |             |
| Teach-In                      | See the Sun                   |             |
| Luan Peters                   | Love Countdown                |             |
| Dr. Hook                      | Walk right in                 |             |
| Lesley Hamilton               | Lover Man                     |             |
| Peter McCann                  | Do You Wanna Make Love        |             |
| Leroy Gomez                   | Don’t Let Me Be Misunderstood |             |
| Jeanette                      | Porque voy a cambiar          |             |
| Cliff Nelson                  | Circles                       |             |
| Ferdy Lancee                  | Rock ’n’ Roll Heart           |             |
| Graham Bonnet                 | It’s All over now, Baby Blue  |             |
| Sheila & B. Devotion          | Love Me Baby                  |             |
| Elkie Brooks                  | Pearl’s a Singer              | LP-Tip      |
| Smokie                        | Needles and Pins              |             |
| Boney M.                      | Belfast                       |             |
| Amen Corner                   | Bend Me, Shape Me             | Oldie       |
| Long Tall Ernie & the Shakers | Do You Remember               |             |

### Musikladen 36
Ausstrahlung: 3. Dezember 1977
| Interpret         | Lied                            | Anmerkungen                 |
| ----------------- | ------------------------------- | --------------------------- |
| The Lovemachine   | Funky Tambourine                |                             |
| Cherry Vanilla    | The Punk                        |                             |
| Al Sharp          | One Third Love, Two Thirds Pain |                             |
| Showaddywaddy     | Dancing Party                   |                             |
| Heathermae        | You Don’t Need Me               |                             |
| Dead End Kids     | Glad All over                   |                             |
| Carl Douglas      | Run back                        |                             |
| The Runaways      | Schooldays                      |                             |
| Eruption          | I Can’t Stand the Rain          |                             |
| Fox               | Georgina Bailey                 |                             |
| Roxy Music        | Virginia Plain                  | LP-Tip: aus «Greatest hits» |
| La Bande à Basile | Les Chansons Françaises         |                             |
| Pussycat          | If You ever Come to Amsterdam   |                             |
| The Beach Boys    | Surfin’ U.S.A.                  | Oldie                       |
| Café Crème        | Unlimited Citations             |                             |
| Café Crème        | The Beatles Disco Medley        |                             |

## 1978

### Musikladen 37
Ausstrahlung: 19. Januar 1978
| Interpret            | Lied                   | Anmerkungen           |
| -------------------- | ---------------------- | --------------------- |
| Tom Robinson Band    | 2-4-6-8 Motorway       |                       |
| Bonnie Tyler         | It’s a Heartache       |                       |
| Patrick Gammon       | Satisfaction           |                       |
| Patricia Paay        | Livin’ without You     |                       |
| Panama               | Nights in White Satin  |                       |
| Maxine Nightingale   | Will You Be My Lover   |                       |
| Jack Jersey          | She Was Dynamite       |                       |
| Art Sullivan & Kiki  | L’amour à la Française |                       |
| Blondie              | X Offender             | LP-Tip                |
| Sheila & B. Devotion | Singing in the Rain    |                       |
| Baccara              | Darling                |                       |
| Johnny Cash          | Jackson                | Oldie: September 1972 |
| Tina Turner          | Acid Queen             |                       |

### Musikladen 38
Ausstrahlung: 23. März 1978
| Interpret        | Lied                            | Anmerkungen                    |
| ---------------- | ------------------------------- | ------------------------------ |
| Darts            | Come back My Love               |                                |
| Judy Cheeks      | Mellow Lovin’                   |                                |
| The Pirates      | Gibson Martin Fender            |                                |
| Vivian Arden     | Faisons l’amour                 |                                |
| Plastic Bertrand | Ça plane pour moi               |                                |
| Grace Jones      | La vie en rose                  |                                |
| Suzi Quatro      | If You Can’t Give Me Love       |                                |
| Amanda Lear      | Follow Me                       |                                |
| Blondie          | Denis                           |                                |
| Boney M.         | By the Rivers of Babylon        |                                |
| Pat Hall         | La La Jump                      |                                |
| Bee Gees         | I’ve Gotta Get a Message to You | Oldie: Beat Club November 1968 |
| Raffaella Carrà  | Tanti auguri                    |                                |

### Musikladen 39
Ausstrahlung: 1. Juni 1978
| Interpret           | Lied                                     | Anmerkungen                 |
| ------------------- | ---------------------------------------- | --------------------------- |
| Valentino           | Evening in Calais                        |                             |
| American Eagles     | Kokka (Amor, Amor)                       |                             |
| Vanessa Di Selva    | Money Love                               |                             |
| Timothy Touchton    | I Love You more than My Wife             |                             |
| La Bionda           | One for You, One for Me                  |                             |
| Lesley Hamilton     | No Hollywood Movie                       |                             |
| Marie Laforêt       | Harmonie                                 |                             |
| Gilla               | Bend Me, Shape Me                        |                             |
| Meat Loaf           | You Took the Words right Out of My Mouth | LP-Tip: aus Bat Out of Hell |
| Baccara             | Parlez-vous Français (Version française) |                             |
| Sailor              | All I Need Is a Girl                     |                             |
| Michael Zager       | Let’s All Chant                          |                             |
| Nadine Expert       | I Wanna Be a Rolling Stone               |                             |
| Pretty Maid Company | In the Mood                              |                             |
| Amen Corner         | (If Paradise Is) half as Nice            | Oldie: Beat Club 1969       |
| Pussycat            | The same Old Song                        |                             |
| Showaddywaddy       | I Wonder why                             |                             |

### Musikladen 40
Ausstrahlung: 13. Juli 1978 (Revue 1977/78)
| Interpret            | Lied                                     | Anmerkungen |
| -------------------- | ---------------------------------------- | ----------- |
| Eruption             | I Can’t Stand the Rain                   |             |
| Leroy Gomez          | Don’t Let Me Be Misunderstood            |             |
| Grace Jones          | La vie en rose                           |             |
| Elkie Brooks         | Pearl’s a Singer                         |             |
| Smokie               | Needles and Pins                         |             |
| Bonnie Tyler         | Heaven                                   |             |
| Bonnie Tyler         | It’s a Heartache                         |             |
| Suzi Quatro          | If You Can’t Give Me Love                |             |
| La Bionda            | One for You, One for Me                  |             |
| Sheila & B. Devotion | Love Me Baby                             |             |
| Sheila & B. Devotion | Singing in the Rain                      |             |
| Plastic Bertrand     | Ça plane pour moi                        |             |
| Amanda Lear          | Queen of Chinatown                       |             |
| Meat Loaf            | You Took the Words right Out of My Mouth |             |
| Boney M.             | Belfast                                  |             |
| Boney M.             | Rivers of Babylon                        |             |
| Tina Turner          | Acid Queen                               |             |

### Musikladen Extra (David Bowie)
einziges Fernsehkonzert von David Bowie – „mit den weltberühmten Songs Heroes, TVC 15, The Jean Genie, Rebel Rebel und dem Weill/Brecht-Titel Moon of Alabama“ – Ausstrahlung: 4. August 1978

### Musikladen 41
Ausstrahlung: 21. September 1978
| Interpret                | Lied                                 | Anmerkungen                                    |
| ------------------------ | ------------------------------------ | ---------------------------------------------- |
| Antonia                  | La Bamba                             |                                                |
| The Ritchie Family       | American Generation                  |                                                |
| Eruption                 | Leave a Light                        |                                                |
| Marc Seaberg             | Looking for Freedom                  |                                                |
| Clout                    | Substitute                           |                                                |
| Plastic Bertrand         | Bambino                              |                                                |
| Luv’                     | You’re the Greatest Lover            |                                                |
| Ramones                  | Sheena Is a Punkrocker               | LP-Tip: aus Rocket to Russia                   |
| The Surfers              | Windsurfing                          |                                                |
| Blondie                  | (I’m Touched by Your) Presence, Dear | Musikladen-Aufzeichnung vom 19. September 1978 |
| Sheila & B. Devotion     | You Light My Fire                    |                                                |
| Bachman-Turner Overdrive | You Ain’t Seen Nothing Yet           | Oldie: Musikladen November 1974                |
| Boney M.                 | Rasputin                             |                                                |

### Musikladen 42
Ausstrahlung: 16. November 1978
| Interpret      | Lied                         | Anmerkungen                     |
| -------------- | ---------------------------- | ------------------------------- |
| Ramona Wulf    | Parlez-moi d’amour           |                                 |
| Rhonda         | He’s the One                 |                                 |
| Girlie         | Andy                         |                                 |
| The Platters   | Only You ’78                 |                                 |
| Bonnie Tyler   | My Guns Are Loaded           |                                 |
| Baccara        | The Devil Sent You to Lorado |                                 |
| Renee          | Sweet Nothings               |                                 |
| Tom Cunningham | Don’t You Cry                |                                 |
| Amanda Lear    | The Sphinx                   |                                 |
| Mistral        | Neon City                    |                                 |
| Snoopy         | No Time for a Tango          |                                 |
| Karen Cheryl   | Sing to Me Mama              |                                 |
| Sonny and Cher | Then He Kissed Me            | Oldie: Beat Club September 1966 |
| Village People | Y.M.C.A.                     |                                 |

### Musikladen 43
Ausstrahlung: 14. Dezember 1978
| Interpret        | Lied                   | Anmerkungen                   |
| ---------------- | ---------------------- | ----------------------------- |
| Zebra Crossing   | We’re Going Places     |                               |
| Alicia Bridges   | I Love the Night Life  |                               |
| La Bionda        | Baby Make Love         |                               |
| Dan Hartman      | Instant Replay         |                               |
| Super            | Gigolo                 |                               |
| Clout            | You’ve Got All of Me   |                               |
| Emly Starr       | No No Sheriff          |                               |
| Jimmy "Bo" Horne | Let Me (Be Your Lover) |                               |
| Patricia Paay    | Malibu                 |                               |
| Luv’             | Trojan Horse           |                               |
| Chilly           | For Your Love          |                               |
| Romy Haag        | Super Paradise         |                               |
| Lynsey de Paul   | Sugar Me               | Oldie: Musikladen August 1972 |
| Teach-In         | Dear John              |                               |

## 1979

### Musikladen 44
Ausstrahlung: 25. Januar 1979
- Dollar – Shooting star
- Rocky Sharpe and the Replays – Rama Lama Ding Dong
- Lesley Hamilton – You gotta move
- Steve Collins – Life is a game
- Pointer Sisters – Angry eyes
- Chic – Le freak
- Rachel Sweet – B-A-B-Y
- Loredana Bertè – Dedicato
- Darts – Get it
- Sarah Brightman & Hot Gossip – I lost my heart to a starship trooper
- D. D. Sound (La Bionda) – 1-2-3-4 gimme some more
- The Jacksons – Blame it on the Boogie
- The Sweet – Teenage rampage (Oldie: Musikladen Feb. 1974)
- Hansje – Silex pistols piew piew

### Musikladen 45
Ausstrahlung: 22. März 1979
- Blondie – Heart of glass
- Gloria Gaynor – I will survive
- Sheila B. Devotion – Seven lonely days
- Renée – Whole lotta shakin' goin' on
- Luv’ – All you need is Luv
- ABBA – Chiquitita
- The Sweet – Call me   (auftritt ohne brian connolly)
- Clout – Save me
- Gerard Kenny – New York, New York
- Amanda Lear – Fashion Pack
- Tina Turner – Viva la money
- Rolling Stones – We love you (Oldie: Aug. 1967)
- Boney M. – Holiday
- Village People – In the Navy

### Musikladen 46
Ausstrahlung: 17. Mai 1979
- Saragossa Band – Rasta man
- Moulin Rouge – Lonely Days
- Bay City Rollers – Turn on the radio
- Belle Epoque – Jump down
- Suzi Quatro – Don’t change my luck
- Dana – Something's cookin' in the kitchen
- Champagne – That's life
- Joe Tex – Loose caboose
- Baccara – Body talk
- Luv’ – Casanova
- M – Pop muzik
- Romy Haag – Showtime
- Gibson Brothers – Cuba
- Walker Brothers – Land of a Thousand Dances (Oldie: Mai 1966)
- Teach-In – The robot

### Musikladen 47
Ausstrahlung: 12. Juli 1979
- Blondie – Sunday girl
- First Choice – Great expectations
- Edwin Star – H.A.P.P.Y. radio
- Ironhorse – Sweet Lui-Louise
- Táta Vega – I just keep thinking about you
- Blonde on Blonde – Whole lotta love
- Kevin Keegan – Head over heels in love
- Gaby – I’m a lover not a fighter
- Dolly Dots – (Tell it all about) Boys
- Theo Vaness – As long as it’s love
- À La Carte – When the boys come home
- Tina Turner – Root, toot, undisputable Rock ’n’ Roller
- New Riders of the Purple Sage – Hello Mary Lou (Oldie: Mai 1972)
- Boney M. – Gotta Go Home

### Musikladen 48
Ausstrahlung: 30. August 1979 (Live IFA Berlin)
- Teenager – Birthday
- Al Hudson & The Partners – You can do it
- Moulin Rouge – Lonely days
- Patrick Hernandez & Hervé Tholance – Back to Boogie
- Nick Straker Band – Walk in the park
- Smokie – Do to me
- Ritchie Family – Where are the men
- Linda Clifford – Bridge over troubled water
- Ebony – The Locomotion
- Clout – Under fire
- Luv’ – Eeny meeny miny moe
- Cheetah – Deeper than love
- Karen Cheryl – Show me you’re man enough
- Terry Jacks – Seasons in the sun (Oldie: Musikladen Mrz. 1974)
- Hansje – Automobile

### Musikladen 49
Ausstrahlung: 18. Oktober 1979
| Interpret       | Lied                           | Anmerkungen       |
| --------------- | ------------------------------ | ----------------- |
| 2 plus 1        | Easy Come, Easy Go             |                   |
| Debbie Jacobs   | Undercover Lover               |                   |
| Sister Sledge   | Lost in Music                  |                   |
| Chic            | My Forbidden Lover             |                   |
| Suzi Quatro     | She’s in Love with You         |                   |
| Chilly          | Come to L.A.                   |                   |
| Motels          | Closets & Bullets              |                   |
| Sylvie Vartan   | I Don’t Want the Night to End  |                   |
| Wilson Pickett  | Groove City                    |                   |
| Lene Lovich     | Bird Song                      |                   |
| Bette Midler    | My Knight in Black Leather     |                   |
| The Who         | Pictures of Lilly              | Oldie: April 1967 |
| Dschinghis Khan | Rocking Son of Dschinghis Khan |                   |

### Musikladen 50
Ausstrahlung: 13. Dezember 1979
- Showaddywaddy – A night at Daddy Gees
- Ritchie Family – Put your feet to the beat
- Lew Lewis Reformer – Win Or Loose
- Luisa Fernandez – Dead End Street
- Charlie Daniels Band – The devil went down to Georgia
- Bonnie Tyler – I believe in your sweet love
- Cherie & Marie Currie – Since you’ve been gone
- Village People – Ready for the ’80s
- Lena Martell – One day at a time
- Robert Palmer – What’s it take
- Luv’ – Ooh, yes I do
- Sheila B. Devotion – Spacer
- Clout – Oowatanite
- Boney M. – I’m born again
- Tim Curry – I do the Rock
- Scott McKenzie – San Francisco (Oldie: Beat Club 1967)
- Racey – Such a night

## 1980

### Musikladen 51
Ausstrahlung: 17. Januar 1980
- Citizen Band – Spirit in the sky
- Emily Woods – Ak-shun
- Gibson Brothers – Que sera mi vida
- Madness – One step beyond
- Babe – Wonderboy
- The Monotones – Mono
- Sugarhill Gang – Rapper’s delight
- Rachel Sweet – Baby let’s play house
- Specials – A message to you Rudi
- Fiddler’s Dram – Day trip to Bangor
- Marianne Faithfull – The ballad of Lucy Jordan
- Earth & Fire – Weekend
- Angie Bee – Plastic Doll
- À La Carte – Doctor, doctor
- Citizen Gang – Womanly way
- Ike & Tina Turner – Nutbush city limits (Oldie: Dez. 1973)
- Matchbox – Rockabilly rebel

### Musikladen 52
Ausstrahlung: 10. April 1980
- Ebony – Everything will turn out fine
- Renée – If you wanna be a Rock ’n’ Roller
- Charlie Dore – Pilot of the airwaves
- Boney M. – I see a boat on the river
- Clout – Portable radio
- Herman Brood and his Wild Romance – Hot shot
- Joe Bataan – Rap-o clap-o
- The Police – So lonely
- Veterans – There ain’t age for Rock ’n’ Roll
- Bellamy Brothers – Dancin’ cowboys
- Kenny Rogers – Coward of the County
- Luv’ – Ann-Maria
- New Musik – Living By Numbers
- The Knack – I want ya
- Godley & Creme – An Englishman in New York
- Marti Webb – Take that look off your face
- Typically Tropical – Barbados (Oldie: Okt. 1975)
- Matchbox – Buzz buzz a diddle it

### Musikladen 53
Ausstrahlung: 22. Mai 1980
- The Boys – You Better Move On
- Suzanne Fellini – Love on the phone
- Garland Jeffreys – Matador
- The Vapors – Turning Japanese
- Maywood – Mother how are you today?
- The Monkees – Daydream believer (Video)
- Desmond Dekker – Israelites 1980
- Barbara Dickson – January, February
- Sky – Toccata
- Captain & Tennille – Do that to me one more time
- The Swinging Blue Jeans – Whole lotta trouble
- Dalida – Il faut danser Reggae
- Dave Dee, Dozy, Beaky, Mick & Tich – Zabadak (Oldie: Beat Club Nov. 1967)
- Eruption – Go Johnny go

### Musikladen Extra – German Edition #1
Ausstrahlung: 7. Juni 1980
- Truck Stop – Der wilde, wilde Westen
- Ireen Sheer – Spiel das nochmal
- Jürgen Drews – Dein Gesicht
- Paola – Cinema
- Marianne Rosenberg – Ruf’ an
- Achim Reichel – Baby, laß mich rein
- Günter Willumeit – Nie mehr Mallorca
- Ute Berling – Amerika
- The Teens – Give me more
- Cindy & Bert – Ian Kelley
- Spider Murphy Gang – Rock’n’Roll Rendezvous
- Gunter Gabriel & Yvonne – Tina, weine nicht
- Chris Roberts – Wo warst du?
- Karl Dall – Moskau
- Puhdys – Melanie
- Siw Inger – Sexy Eyes
- Udo Jürgens – Ich weiß, was ich will
- Ingrid Peters – Weißt du, wo du hingehst?
- Gitte – Freu’ dich bloß nicht zu früh
- Gitte – Ich will ’nen Cowboy als Mann (Oldie: 1963)
- Rudolf Rock und die Schocker – Butterfahrt nach Dänemark

### Musikladen 54
Ausstrahlung: 19. Juni 1980
- À La Carte – Do Wah Diddy Diddy
- Gibson Brothers – Mariana
- The Days – Teacher, teacher
- Oscar Harris – Song for the children
- Matchbox – Midnite dynamos
- Jona Lewie – Kitchen at parties
- Jimmy Ruffin – Hold on to my love
- Paul McCartney – Coming up (Video)
- The Pretenders – Brass in pocket
- Marianne Faithfull – Broken English
- Roxy Music – Over you
- Lipps, Inc. – Funkytown
- Johnny Cash – Sunday morning coming down (Oldie: 1972)
- Showaddywaddy – Always & ever

### Musikladen 55
Ausstrahlung: 11. September 1980
- Arabesque – Take me don’t break me
- Odyssey – Use it up and wear it out
- Saragossa Band – Ginger red
- Precious Wilson – Cry to me
- Amii Stewart & Johnny Bristol – My guy – my girl
- Boney M. – Children of paradise
- Sugar & The Lollipops – I can dance
- David Bowie – Ashes to Ashes (Video)
- The Monotones – Zero to zero
- Maywood – Late at night
- Hoyt Axton – Della and the dealer
- Carlene Carter & Dave Edmunds – Baby ride easy
- Judge Dread – Big six
- Isetta Preston – Woman behind the man
- Marti Webb – Your ears should be burning now
- Small Faces – Tin soldier (Oldie: Beat Club Dez. 1967)
- Cliff Richard – Dreamin’
- The Piranhas – Tom Hark

### Musikladen 56
Ausstrahlung: 9. Oktober 1980
- The Brothers Johnson – Light up the night
- Dr. Feelgood – No mo do yakomo
- Hazel O’Connor – Eighth day
- Roxy Music – Oh yeah
- Smokie – Run to me
- Bibi Andersen – Call me lady Champagne
- The Pinups – New Wave lover
- Jona Lewie – Big shot
- Shakin’ Stevens – Marie, Marie
- Babe – The kiss
- Kelly Marie – Feels like I’m in love
- ABBA – Waterloo (Oldie: 1974)
- The Beatles – Penny Lane
- Dolly Dots – Hela-di-ladi-lo

### Musikladen 57
Ausstrahlung: 13. November 1980
- Weltons – Sweet Rock ’n’ Roller
- Kool & the Gang – Celebration
- Matchbox – When you ask about love
- Ebony – Reflections
- Luv’ – My number one
- Dr. Hook – Girls can get it
- Boomtown Rats – Banana republic
- Gibson Brothers – Latin America
- Rod Stewart – Passion
- Clout – The best of me
- Showaddywaddy – Why do lovers break each other’s heart
- Dave Dudley – George and the Northwoods
- Billy Swan – I Can Help (Oldie: 1974)
- BZN – Rockin’ the trolls

### Musikladen 58
Ausstrahlung: 11. Dezember 1980
- Silvio – I’m your son, South America
- The Block – Dance all night
- Teddy Girls – Mama
- Barclay James Harvest – Life is for living
- Maywood – Give me back my love
- Kelly Marie – Loving just for fun
- Sean Tyla – Breakfast in Marin (Video)
- Bellamy Brothers – Lovers live longer
- Sommerset – Mi amor
- Hoyt Axton – A rusty old halo
- Telly Savalas – Some broken hearts never mend
- Bad Manners – Special brew
- Boney M. – Felicidad
- John Lennon – Give peace a chance (Video)

## 1981

### Musikladen 59
Ausstrahlung: 15. Januar 1981
- The Days – Stick in between
- The GAP Band – Burn rubber
- Chrissy – Mark my words
- Saskia & Serge – Mama he’s a soldier now
- Bisquit – Roller Boogie
- Arabesque – Marigot bay
- The Shadows – Equinoxe (Part V)
- Motörhead – Ace of Spades
- Queen – Flash (Videoclip)
- Rettore – Kobra
- Darts – Peaches
- David Dundas – Jeans on (Oldie: Musikladen Sep. 1976)
- Joe «King» Carrasco & The Crowns – Buena

### Musikladen 60
Ausstrahlung: 12. Februar 1981
- Hot Shot – Fire in the night
- Coast to Coast – (Do) the Hucklebuck
- La Toya Jackson – If you feel the funk
- Robert Palmer – Looking for clues
- Rod Stewart – Oh god, I wish I was home tonight
- Doris D & the Pins – Shine up
- Lio – Amoureux solitaires
- Visage – Fade to Grey
- Tenpole Tudor – 3 bells in a row
- Emmylou Harris – Mister Sandman
- Status Quo – Lies
- Andy Gibb – Time is time
- The Yankees – Halbstark (Oldie: Beat Club 1965)
- Suzi Quatro – Glad all over

### Musikladen 61
Ausstrahlung: 19. März 1981
- The Look – I am the beat
- Kelly Marie – Hot love
- Le Angeli – Easy loving, easy living
- Eruption – Runaway
- Billy Preston – Hope
- Sister Sledge – All American girls
- Roger Whittaker – Don’t fight
- Steve Winwood – While you see a chance (Video)
- Kim Wilde – Kids in America
- Telly Savalas – Sweet surprise
- Maywood – Distant love
- The Police – De Do Do Do, De Da Da Da
- Donovan – Atlantis (Oldie: Beat Club Feb. 1969)
- Joe Dolce – Shaddap You Face

### Musikladen 62
Ausstrahlung: 30. April 1981
- Matchbox – Babe’s in the wood
- Ronnie Jack – Hey, Mary Ann
- Hazel O’Connor – Writing on the wall
- Pam Rose – The book of you and me
- The Fools – Running scared
- Linda Williams – I’m the lady
- Mike Oldfield – Wonderful land (Video)
- Motörhead & Girlschool – Please Don’t Touch
- Trix – Fantasy
- James Brown – Rapp payback
- Dolly Dots – Leila
- The Who – Substitute (Oldie: 1966)
- Shakin’ Stevens – This Ole House

### Musikladen Extra – German Edition # 2
Ausstrahlung: 23. Mai 1981
- Costa Cordalis – Ich hol dich raus
- Rex Gildo – Wenn ich je deine Liebe verlier
- Ulla Norden – Urlaub     (Original: Hands up - Ottawan)
- Benny – Montag ist Schontag  (Original: Take Me Don't Break Me - Arabesque)
- Gitte Haenning – Etwas ist geschehen  (Original: Something's gotten hold of my heart - Gene Pitney)
- Willem – Kurti vonner Küste
- Denise – Geh zu ihr, du liebst nur sie
- Gaby Baginsky – Marigot Bay   (Original: Marigot Bay - Arabesque)
- Nicole – Flieg nicht zu hoch, mein kleiner Freund
- Günter Willumeit
- Juliane Werding – Großstadtlichter
- Peter Orloff – Die wilden Engel
- Ann Louise – Hallo Nachbar  (Original: Mr. Sandman - Vaughn Monroe)
- Hübi – Das Lied von der Bundeswehr   (Original: Stop the cavalry - Jona Lewie)
- Elke Best – Träumer  (Original: Dreamer - Supertramp)
- Ireen Sheer – Nur ein Clown versteckt die Tränen
- Mike Krüger – Der Gnubbel
- Anne-Karin – Zum ersten Mal in meinem Leben
- Achim Reichel – John Maynard
- Ted Herold – Die Besten sterben jung  (Original: Running Scared - Roy Orbison)
- Didi Hallervorden – Super Dudler  (Original: Super Trouper - ABBA)
- Chris Roberts – Wir liegen im Gras
- Rudolf Rock und die Schocker – Sexy Hexy (Oldie: Musikladen 1976)  (Original: Stupid Cupid - Connie Francis)
- Udo Jürgens – Ich sah nur sie
- Dschinghis Khan – Loreley

### Musikladen 63
Ausstrahlung: 4. Juni 1981
Veränderung der Wiederholungssendung zum Original:
- The Duanes – We Can’t Keep Hanging On, Hoyt Axton – Evangelina, Loretta Goggi – Maledetta primavera, Kool & the Gang – Take My Heart und Gene Pitney – Something’s Gotten Hold of My Heart (Oldie) herausgeschnitten
- Lacy J. Dalton – Hillbilly Girl with the Blues  heraus- und an die vorletzte Position geschnitten

| Interpret             | Lied                                                                                      | Anmerkungen                                                                               |
| --------------------- | ----------------------------------------------------------------------------------------- | ----------------------------------------------------------------------------------------- |
| The Duanes            | We Can’t Keep Hanging On                                                                  |                                                                                           |
| Honey Pipers          | Sunday Night, Monday Night                                                                |                                                                                           |
| Yvonne Wilkins        | The Melody Plays                                                                          |                                                                                           |
| Ricchi e Poveri       | Sarà perché ti amo                                                                        |                                                                                           |
| Fischer-Z             | Marliese                                                                                  |                                                                                           |
| The Tubes             | Talk to Ya Later                                                                          | Video (Tournee)                                                                           |
| Kim Wilde             | Chequered Love                                                                            |                                                                                           |
| Commander Cody        | Lose It Tonight                                                                           |                                                                                           |
| Lacy J. Dalton        | Hillbilly Girl with the Blues                                                             |                                                                                           |
| Hoyt Axton            | Evangelina                                                                                |                                                                                           |
| Loretta Goggi         | Maledetta primavera                                                                       |                                                                                           |
| Boney M.              | Consuela Biaz                                                                             |                                                                                           |
| Baccara               | Colorado                                                                                  |                                                                                           |
| Kool & the Gang       | Take My Heart                                                                             |                                                                                           |
| Dire Straits          | Romeo and Juliet                                                                          | Video                                                                                     |
| Tenpole Tudor         | Swords of a Thousand Men                                                                  |                                                                                           |
| Pat Boone             | Medley: Love Letters in the Sand, Speedy Gonzales, I'll Be Home, Tutti Frutti, April Love | Medley: Love Letters in the Sand, Speedy Gonzales, I'll Be Home, Tutti Frutti, April Love |
| Gene Pitney           | Something’s Gotten Hold of My Heart                                                       | Oldie                                                                                     |
| Sugar & The Lollipops | Dancing Dynamo                                                                            |                                                                                           |

### Musikladen 64
Ausstrahlung: 10. September 1981 (Live aus dem "Theater des Westens" in Berlin)
- Coast to Coast – Let’s jump the broomstick
- Odyssey – Going back to my Roots
- Arabesque – In for a Penny
- Hot Shot – I’m on Fire
- Slade – We'll bring the house down
- Doll by Doll – Main travelled Roads
- Toyah – I want to be free
- Ronnie Spector – Darlin’
- Shakin’ Stevens – Green door
- Rocky Sharpe & The Replays – Never be anyone else but you
- Helen Schneider & The Kick – Rock ’n’ Roll gypsy
- Motörhead – Motorhead
- ELO – Hold on tight (Video)
- Kirsty MacColl – There's a guy works down the chip shop, swears he's Elvis
- Pussycat – Teenage queenie
- Maywood – Rio
- Trix – C‘est la Vie
- Kim Wilde – Water on glass
- Get Wet – Just so lonely
- Le Angeli – Hello, Mr. Businessman
- Heidi Brühl – You are a part of my heart
- Telly Savalas – Lovin’ understandin' man
- Rod Stewart – Tonight’s the night (Oldie: Musikladen Mai. 1976)
- Matchbox – Love’s made a Fool of you
- Freddy Cannon – Way Down Yonder in New Orleans

### Musikladen 65
Ausstrahlung: 15. Oktober 1981
Veränderung der Wiederholungssendung zum Original:
- Hoyt Axton – Evangelina aus Folge 63 als vorletzten Song hineingeschnitten.

| Interpret              | Lied                           | Anmerkungen                   |
| ---------------------- | ------------------------------ | ----------------------------- |
| Ribbons & Lace         | You’re Not Like Anyone         |                               |
| Spargo                 | Just for You                   |                               |
| Dolly Dots             | P.S.                           |                               |
| Juan Pardo             | No me hables                   |                               |
| Al Bano & Romina Power | Sharazan                       |                               |
| Rachel Sweet           | Then He Kissed Me / Be My Baby |                               |
| Adam & the Ants        | Prince Charming                | Video                         |
| Sheila                 | Little Darlin’                 |                               |
| Kool & the Gang        | Take My Heart                  |                               |
| Olivia Newton-John     | Physical                       |                               |
| Cliff Richard          | Wired for Sound                |                               |
| ABBA                   | S.O.S                          | Oldie: Musikladen August 1975 |
| Bad Manners            | Can Can                        |                               |

### Musikladen Extra – German Edition # 3
Ausstrahlung: 7. November 1981
- Bobtail – … grüßt den Rest der Welt
- Frank Ford – Tür zu
- Lisa Salzer – Die Musik verklingt
- Cindy & Bert – San Bernardino
- Vicky Leandros – Ich weiß, daß Liebe lebt
- Ricky King – Hale, Hey Louise
- Nina & Mike – Caribbean Disco-Show
- Dunja Rajter – Spürst du nicht, wie glücklich ich bin
- Lonzo – Mama ist cool
- Günter Willumeit – Sieben Mark im Monat
- Jürgen von der Lippe – Parodien von Udo Lindenberg und Gunter Gabriel
- Mike Krüger – M-M-Mädel
- Karl Dall – Der älteste Popper in der Stadt
- Normaal – Was war gestern los
- Ted Herold – Gib’ dein Ziel niemals auf
- Joachim Witt – Goldener Reiter
- Reinhard Mey – Müllmänner-Blues
- Bernhard Brink – Du´entschuldige – ich kenn’ dich
- Siw Inger – Keine Angst, das kann man lernen
- Peter Orloff – Der andere
- Andrea Jürgens – Japanese Boy
- Rudi Carrell – Wann wirds mal wieder richtig Sommer (Oldie)
- Dschinghis Khan – Wir sitzen alle im selben Boot
- Gottlieb Wendehals – Polonäse Blankenese

### Musikladen 66
Ausstrahlung: 19. November 1981
- Liza Donegan – Do you love me
- Larry Gatlin & The Gatlin Brothers Band – She used to sing on Sunday
- Calamity Jane – Love wheel
- Freddy Quinn – Get me back to Tennessee
- Bobby Bare – Take me as I am
- Ray Charles – Your cheatin’ heart
- Lacy J. Dalton – Wild turkey
- Mary Ann Hart – Tell me why
- Ronnie McDowell – Older women
- Little River Band – The night owls
- Doris D & the Pins – The marvellous marionettes
- Diana Ross – Why do fools fall in love (Video)
- Johnny Cash – A boy named sue (Oldie)
- Trini Lopez – Trini’s tunes

### Musikladen 67
Ausstrahlung: 17. Dezember 1981
- Crazy Cavan & The Rhythm Rockers – Put a light in the window
- Gibson Brothers – Quartier Latin
- Nicky Onidis – Can you light me fire
- John Watts Band – In a different language
- Mink De Ville – Love and emotion
- Melissa – Be my doctor in love affairs
- Altered Images – Happy birthday
- Shakin’ Stevens – It’s raining
- Aneka – Little lady
- Rondò Veneziano – San Marco
- Kim Wilde – Cambodia
- Zager and Evans – In the year 2525 (Oldie: Beat Club 1969)
- The Tremeloes – Tremedley

## 1982

### Musikladen 68
Ausstrahlung: 21. Januar 1982
- À La Carte – Viva torero
- Precious Wilson – I need you
- Keith Marshall – Let me rock you
- JoAnna Forte – Jimi’s Hifi
- Jasmine – Boing-boing
- The Force – Close to a Headline
- Ricchi e Poveri – M'innamoro di te
- Isetta Preston – A soldier died
- Galactic Nomads – Jupiter
- Alvin Stardust – A wonderful time up there
- The Four Tops – Don’t walk away
- Heidi Brühl – No ties no tears
- Bonnie Tyler – Lost in France (Oldie: Musikladen Feb. 1977)
- Saragossa Band – Dance with the Saragossa Band on 45

### Musikladen 69
Ausstrahlung: 11. März 1982
- Rising Sun – Atlantis town
- Kay Cee Bang – Let the good times Roll
- Anne Bertucci – I’m number one
- Al Bano & Romina Power – Felicità
- Toyah – It’s a mystery
- Kelly Groucutt – Oh, little darling
- Slade – Rock And Roll preacher
- Mobiles – Drowning in Berlin (Video)
- Emmylou Harris – Rose of Cimarron
- Tight Fit – The Lion Sleeps Tonight
- Olivia Newton-John – Make a move on me
- Babe – I’m a Rock machine
- Boney M. – Daddy cool – (Oldie Musikladen Sep. 1976)
- Long Tall Ernie & the Shakers – Alright okay

### Musikladen 70
Ausstrahlung: 15. April 1982
- Matchbox – 24 hours
- Inner Circle – Something so good
- Altered Images – See those eyes
- Frequencia Mod – Happy everything
- Nona Hendryx – Love is like an itching in my heart
- Shakin’ Stevens – Shirley
- Joan Jett & The Blackhearts – I Love Rock ’n’ Roll
- Orchestral Manoeuvres in the Dark – Maid of Orleans (The Waltz Joan of Arc) (Video)
- Melanie – Foolin’ yourself
- Kim Wilde – View from a bridge
- Bill Wyman – A new fashion
- Peter Skellern – You’re a lady (Oldie: Musikladen 1973)
- Dolly Dots – S.T.O.P.

### Musikladen 71
Ausstrahlung: 20. Mai 1982
- The Dots – Helen in your headphones
- Gammarock – Fool around
- Blanchard – Bobo Rock
- Le Angeli – Backwards flyer
- Don Williams – Listen to the radio
- A Flock of Seagulls – I ran
- Brian Chapman – I'd love to want me
- Patrick Hernandez – Non stop
- Marie Laforêt – Blanche nuit de satin
- The Dooleys – And I wish
- Valerie Dumas – Une glace avec deux boules
- Spargo – Hip hap hop
- Aneka – Ooh shooby doo doo lang
- Fay Ray – Heatwave
- The Boomtown Rats – House on fire
- Gigi Garner – Heatbraker
- ABBA – Dancing queen (Oldie: Musikladen Aug. 1976)
- Tight Fit – Fantasy island

### Musikladen 72
Ausstrahlung: 24. Juni 1982
- Doris D & the Pins – Jamaica
- K.I.D. – I wanna piece of the action
- Mary Ann Hart – But I might tonight
- Nancy Wood – Turn your love light on
- Bananarama & Fun Boy Three – Really saying something
- Adam Ant – Goody two shoes (Video)
- Joan Jett & The Blackhearts – Crimson and clover
- Sibylle Rauch – So long, goodbye
- David Christie – Saddle up
- Helen Schneider With The Kick – Hot summer nites
- Arabesque – Tall story teller
- Sabado Domingo – Manos arriba
- The Hollies – Sorry Suzanne (Oldie: Beat Club 1969)
- James Lloyd – Limbo la la

### Musikladen 73 (Don Williams)
Ausstrahlung: 22. Juli 1982
- Don Williams – The Shelter of your Eyes
- Don Williams – Tulsa Time
- Don Williams – Till the Rivers all run dry
- Don Williams – Some broken Hearts never mend
- Don Williams – Listen to the Radio
- Don Williams – You‘re my best Friend
- Don Williams – (Turn out the Lights and) Love me tonight
- Don Williams – Lord, I hope this Day is good
- Don Williams – Down the Road I go

### Musikladen Extra – German Edition #4
Ausstrahlung: 21. August 1982
- Die Crackers – Phonhaus
- Clinch – Hallo Vater
- Conny & Jean – Felicità
- Ingrid Peters – Einmal bleibst du hier (German Version of "I won´t let you down" by Ph.D.)
- Wolfgang Petry – Der Himmel brennt
- Klaus Lage – Ich will mein Geld zurück
- Elke Best – Land der Phantasie (German Version of "Land of make Believe" by Bucks Fizz)
- Nena – Nur geträumt
- Kontrast – Zukunft
- Bernd Schütz – Komm, geh mit mir nach Kanada
- Ted Herold – Ready Teddy
- Grobschnitt – Wir wollen leben
- Foyer des Arts – Wissenswertes über Erlangen
- Christian Franke – Was wäre wenn...
- Mary Roos & David Hanselmann – Es ist nie zu spät
- Peter Orloff – Der Barbar
- Katja Ebstein – Leben, nur um mit dir zu leben
- Joachim Witt – Tri Tra Trullala (Herbergsvater)
- Zeltinger Band – Knochen
- Mike Krüger – J.R.’s Bruder
- Nina & Mike – No me hables
- Ricky King – Fly with me to Malibu
- Didi Hallervorden – Der Würger vom Finanzamt
- Wencke Myhre – Eine Mark für Charly (Oldie)
- Gottlieb Wendehals – Damenwahl

### Musikladen 74 (Shakin’ Stevens)
Ausstrahlung: 2. September 1982
- Shakin’ Stevens – Mona Lisa
- Shakin’ Stevens – Let me show you how
- Shakin’ Stevens – Hot dog
- Shakin’ Stevens – Marie, Marie
- Shakin’ Stevens – Shirley
- Shakin’ Stevens – Baby you‘re a child
- Shakin’ Stevens – It‘s raining
- Shakin’ Stevens – This ole house
- Shakin’ Stevens – Que sera
- Shakin’ Stevens – Shake, rattle & Roll

### Musikladen 75
Ausstrahlung: 30. September 1982
- Avant Garde – Seven days
- The Belle Stars – The clapping song
- Altered Images – Song sung blue
- Rosanna Fratello – ...Se t'amo t'amo
- Edward Reekers – The Words to say I love you
- Bow Wow Wow – I want Candy
- Natasha – Iko Iko
- Traks – Long Train running
- Gazebo – Masterpiece
- June Lodge & Prince Mohammed – Someone loves you honey
- Kool & the Gang – Big fun
- Ricchi e Poveri – Piccolo amore
- Tommy Overstreet – Jesus saves
- Haysi Fantayzee – John Wayne Is Big Leggy
- Joan Jett & The Blackhearts – Do you wanna touch me
- Helen Schneider with The Kick – Piece of my heart
- F. R. David – Words (Video)
- Kim Carnes – Voyeur
- Albert Hammond – It never rains in Southern California (Oldie: 1973)
- Cliff Richard – It has to be you, it has to be me

### Musikladen 76
Ausstrahlung: 11. November 1982
| Interpret                      | Lied                           | Anmerkungen |
| ------------------------------ | ------------------------------ | ----------- |
| Joce & The Kazoo Band          | Kazoo Kazoo                    |             |
| Spargo                         | So Funny                       |             |
| Musical Youth                  | Pass the Dutchie               | Video       |
| Romeo                          | Marina                         |             |
| Nicky Onidis                   | Baby, I Love You               |             |
| Rondò Veneziano                | La Serenissima                 | Video       |
| Salvo                          | Sogno romantico                |             |
| The Sneekers                   | It's All over Bar the Shoutin' |             |
| Tomas Ledin & Agnetha Fältskog | Never Again                    |             |
| Culture Club                   | Do You Really Want to Hurt Me  |             |
| Frida                          | To Turn the Stone              | Video       |
| John Denver                    | Shanghai Breezes               |             |
| The Sweet                      | Teenage Rampage                | Oldie       |
| Shakin’ Stevens                | I'll Be Satisfied              |             |

## 1983

### Musikladen 77
Ausstrahlung: 10. Februar 1983
- Haysi Fantayzee – Shiny Shiny
- Wham! – Young guns (Go for it)
- Melba Moore – Love's comin' at ya
- Ricchi e Poveri – Mamma Maria
- À La Carte – Radio
- Yazoo – The other side of love (Video)
- Janet Jackson – Young love
- Earth & Fire – Twenty four hours
- David Christie – Our time has come
- Toni Basil – Mickey (Video)
- Matchbox & Kirsty MacColl – I want out
- Kool & the Gang – Ooh la la (Let's go dancin´)
- The Casuals – Jesamine (Oldie: 1968)
- Saragossa Band – Za za zabadak

### Musikladen 78
Ausstrahlung: 17. März 1983
- Johnnie Allan – Promised land
- Frankie Smith – Yo yo-champ
- Al Bano & Romina Power – Che angelo sei
- Madness – Tomorrow's (Just Another Day)
- Missing Persons – Destination unknown
- Renée and Renato – Just one more kiss
- Mike Batt – Love makes you crazy (Video)
- Imagination – Changes
- Bucks Fizz – If you can't stand the heat
- The Weather Girls – It's raining men (Video)
- Gloria Gaynor – Stop in the name of love
- Joe Cocker & Jennifer Warnes – Up where we belong (Live)
- Sheila & B. Devotion – Singing in the rain (Oldie: Musikladen 1978)
- Shakin’ Stevens – Your ma said you cried in your sleep last night

### Musikladen 79
Ausstrahlung: 21. April 1983
- La Compagnie Créole – Love is good for you
- Claudja Barry – Work me over
- Gino Palatino – Vendetta a Parigi
- Gloria Piedimonte – Ma che bella serata
- Freddie Mandera – Mr. Lonely
- Traks – Get ready
- Laura Branigan – Solitaire
- Tracey Ullman – Breakaway
- Robin Gibb – Juliet
- Sister Sledge – Let him go
- Phil Collins – I Don’t care anymore
- ABBA – Fernando (Oldie: Musikladen 1976)
- Rocky Sharpe & The Replays – If you wanna be happy

### Musikladen 80
Ausstrahlung: 9. Juni 1983
- Luis Rodriguez – Niña
- Key West – Wanna groove
- Hot Shot – I can't stand it no more
- Hotline – Feel so strong
- Joboxers – Just got lucky
- Nona Hendryx – Keep it confidential
- Nick Lowe – Ragin' eyes
- Del Shannon – Cheap love
- Agnetha Fältskog – The Heat Is On
- Orchestral Manoeuvres in the Dark – Telegraph
- Amanda Lear – Darkness and Light
- Rod Stewart – Baby Jane
- La Bionda – One for you, one for me (Oldie: Musikladen 1978)
- The Shorts – Comment ça va

### Musikladen 81
Ausstrahlung: 21. Juli 1983 (Best of '82/'83)
- Ricchi e Poveri – Mamma Maria
- Al Bano & Romina Power – Felicita
- Wham! – Young guns (go for it)
- Kool & the Gang – Ooh la la
- Spargo – Hip hap hop
- Marie Laforêt – Blanche nuit de satin
- Nena – Nur geträumt
- Culture Club – Do You Really Want to Hurt Me
- Haysi Fantayzee – Shiny Shiny
- A Flock of Seagulls – I ran
- Robin Gibb – Juliet
- Phil Collins – I Don’t care anymore
- Joe Cocker & Jennifer Warnes – Up Where We Belong
- Joan Jett & The Blackhearts – I Love Rock ’n’ Roll
- Shakin’ Stevens – I'll be satisfied
- Rod Stewart – Baby Jane
- Agnetha Fältskog – The Heat Is On
- The Shorts – Comment ça va

### Musikladen 82
Ausstrahlung: 8. September 1983 (Live IFA Berlin)
Veränderung der Wiederholungssendung zum Original:
- Zwischen The Twins – Not the Loving Kind und The Bee Gees – Someone Belonging to Someone acht Auftritte herausgeschnitten.

| Interpret                   | Lied                                                            | Anmerkungen            |
| --------------------------- | --------------------------------------------------------------- | ---------------------- |
| The Twins                   | Not the Loving Kind                                             |                        |
| Joan Jett & The Blackhearts | Fake Friends                                                    |                        |
| Nancy Wood                  | Lyin’-Cheatin’-Woman Chasin’-Honky Tonkin’-Whiskey Drinkin’ You |                        |
| Boney M.                    | Jambo                                                           |                        |
| Rose Laurens                | Mamy Yoko                                                       |                        |
| Christopher Cross           | Deal 'Em Again                                                  |                        |
| Danovak & Co.               | What Have You Done to My Heart?                                 |                        |
| Berdien Stenberg            | Rondo Russo                                                     |                        |
| Stray Cats                  | She's Sexy and 17                                               |                        |
| The Bee Gees                | Someone Belonging to Someone                                    |                        |
| Robin Gibb                  | Another Lonely Night in New York                                |                        |
| Roman Holliday              | Motor Mania                                                     |                        |
| Grace Jones                 | La vie en rose                                                  |                        |
| Dave Dudley                 | When My Blue Moon Turns to Gold Again                           |                        |
| Rita Coolidge               | All Time High                                                   |                        |
| Bucks Fizz                  | London Town                                                     |                        |
| Gloria Gaynor               | America                                                         |                        |
| Rod Stewart                 | What Am I Gonna Do                                              |                        |
| Barry Manilow               | You’re Lookin’ Hot Tonight                                      |                        |
| Village People              | Y.M.C.A.                                                        | Oldie: Musikladen 1978 |
| Status Quo                  | Ol’ Rag Blues                                                   |                        |

### Musikladen 83
Ausstrahlung: 6. Oktober 1983
Veränderung der Wiederholungssendung zum Original:
- Enzo – Solo herausgeschnitten
- Joan Jett & The Blackhearts – Fake Friends, Nancy Wood – Lyin’-Cheatin’-Woman Chasin’-Honky Tonkin’-Whiskey Drinkin’ You, Boney M. – Jambo, Christopher Cross – Deal 'Em Again und Berdien Stenberg – Rondo Russo aus Folge 82 zwischen The Belle Stars – The Entertainer und Jennifer Rush – Come Give Me Your Hand hineingeschnitten.

| Interpret             | Lied                         | Anmerkungen |
| --------------------- | ---------------------------- | ----------- |
| Alice & The Wonderboy | Don’t Tell Me This Is Love   |             |
| The Belle Stars       | The Entertainer              |             |
| Enzo                  | Solo                         |             |
| Jennifer Rush         | Come Give Me Your Hand       |             |
| Babe                  | (Don’t You Ever) Shop Around |             |
| Eartha Kitt           | Where Is My Man              |             |
| Waylon Jennings       | Good Hearted Woman           |             |
| Donna Summer          | She Works Hard for the Money |             |
| Joe South             | Games People Play            | Oldie: 1969 |
| David Christie        | Rally Down to Sally’s        |             |

### Musikladen 84
Ausstrahlung: 15. Dezember 1983
| Interpret                     | Lied                 | Anmerkungen |
| ----------------------------- | -------------------- | ----------- |
| G'Race                        | Manhattan            |             |
| Musical Youth                 | 007                  |             |
| Howard Jones                  | New Song             |             |
| Trans-X                       | Message on the Radio |             |
| Berdien Stenberg              | Allegro              |             |
| The Broads                    | Sing Sing Sing       |             |
| Baobab                        | N.O. J.O.B.          |             |
| Scialpi                       | Rocking Rolling      |             |
| Rheingold                     | Via Satellit         |             |
| Booker Newberry III           | Teddy Bear           |             |
| Robin Gibb                    | How Old Are You?     |             |
| Helen Schneider With The Kick | White Turning Black  |             |
| Jeanette                      | ¿Porque te vas?      | Oldie: 1977 |
| G’Race                        | Manhattan            |             |

## 1984

### Musikladen 85
Ausstrahlung: 26. Januar 1984
| Interpret                 | Lied                           | Anmerkungen                   |
| ------------------------- | ------------------------------ | ----------------------------- |
| Novo                      | Extremix                       |                               |
| Randy Crawford            | Nightline                      |                               |
| Electric Boogie Men       | Breakdancing                   |                               |
| Peter Schneider           | Hawaiian Moonlight             |                               |
| Phillip Goodhand-Tait     | He’ll Have to Go               |                               |
| Patto                     | Black and White                |                               |
| Mink DeVille              | Each Word’s a Beat of My Heart |                               |
| Heinz Rudolf Kunze        | Sicherheitsdienst              | Video                         |
| Jack Jersey               | 63784                          |                               |
| Kirsty MacColl            | Terry                          |                               |
| Pat Benatar               | Love Is a Battlefield          | über Satellit aus Los Angeles |
| Frankie Goes to Hollywood | Relax                          |                               |
| Lynsey de Paul            | Sugar Me                       | Oldie: 1972                   |
| VOF de Kunst              | Suzanne                        |                               |

### Musikladen 86
Ausstrahlung: 3. Mai 1984
| Interpret                 | Lied                    | Anmerkungen                                                      |
| ------------------------- | ----------------------- | ---------------------------------------------------------------- |
| Race                      | Rockaway                |                                                                  |
| 84 Ahead                  | Get On Up               |                                                                  |
| The Twins                 | Love System             |                                                                  |
| Limahl                    | Too Much Trouble        |                                                                  |
| Sensus                    | Sensus                  | Schwarzlicht-Vorführung, Musikladen-Aufzeichnung vom 1. Mai 1984 |
| Bonnie Tyler              | Holding Out for a Hero  |                                                                  |
| Flavia Fortunato          | Aspettami ogni sera     |                                                                  |
| Bel Ami                   | Du machst mich verrückt |                                                                  |
| Jennifer Rush             | 25 Lovers               |                                                                  |
| Rock Steady Crew          | Uprock                  |                                                                  |
| Charlene Tilton           | C'est la vie            |                                                                  |
| Raffaella Carrà           | Tanti Auguri            | Oldie: 1978                                                      |
| Frankie Goes to Hollywood | Two Tribes              |                                                                  |

### Musikladen 87
Ausstrahlung: 21. Juni 1984
| Interpret        | Lied                             | Anmerkungen            |
| ---------------- | -------------------------------- | ---------------------- |
| Gemini           | Magdalena                        |                        |
| Anna Rusticano   | Strano                           |                        |
| D.I.A.           | Passion Play                     |                        |
| Twisted Sister   | We’re Not Gonna Take It          |                        |
| Moti Special     | Stop! Girls Go Crazy             |                        |
| Makromad         | Tausend Tage Fete                |                        |
| Talk Talk        | Such a Shame                     |                        |
| Deniece Williams | Let’s Hear It for the Boy        |                        |
| Rick Springfield | Love Somebody                    |                        |
| Thompson Twins   | The Gap                          |                        |
| DÖF              | Uh-uh-uh Mir bleibt die Luft weg |                        |
| Clout            | Substitute                       | Oldie: Musikladen 1978 |
| Heather Parisi   | Ciao Ciao                        |                        |

### Musikladen 88
Ausstrahlung: 17. Juli 1984
| Interpret                         | Lied                       | Anmerkungen |
| --------------------------------- | -------------------------- | ----------- |
| The Trammps                       | Move                       |             |
| Valerie Claire                    | I’m a Model                |             |
| Shannon                           | Sweet Somebody             |             |
| Tomas Ledin                       | Everybody Wants to Hear It |             |
| Münchener Freiheit                | Oh Baby                    |             |
| Belle and the Devotions           | Love Games                 |             |
| London Aircraaft                  | Rocket in My Pocket        |             |
| Spandau Ballet                    | Only when You Leave        |             |
| Orchestral Manoeuvres in the Dark | Talking loud and clear     |             |
| Rhonda                            | Racing Heart               |             |
| Sheila E.                         | The glamorous Life         |             |
| The Equals                        | Police on My Back          | Oldie: 1967 |
| Evelyn Thomas                     | High Energy                |             |

### Musikladen 89
Ausstrahlung: 20. September 1984
| Interpret        | Lied                        | Anmerkungen             |
| ---------------- | --------------------------- | ----------------------- |
| Fiat Lux         | Blue Emotion                |                         |
| Talk Talk        | Another Word                |                         |
| Depeche Mode     | Master and Servant          |                         |
| Johan Daansen    | Deadly Game                 |                         |
| Savage Progress  | Heart Begin to Beat         |                         |
| Frida            | Shine                       |                         |
| Robin Gibb       | Secret Agent                |                         |
| Sensus           | All of a Sudden             | Schwarzlicht-Vorführung |
| Jennifer Rush    | Ring of Ice                 |                         |
| Ultravox         | Heart of the Country        |                         |
| Rick Springfield | Don’t Walk Away             |                         |
| Boney M.         | Kalimba de luna             |                         |
| The Beatles      | The Ballad of John and Yoko | Oldie: Video 1969       |
| Chico Johnson    | Hula Hoop                   |                         |

### Musikladen 90
Ausstrahlung: 29. November 1984
Veränderung der Wiederholungssendung zum Original:
- Bad Boys Blue – L.O.V.E. in My Car herausgeschnitten

| Interpret       | Lied                         | Anmerkungen                    |
| --------------- | ---------------------------- | ------------------------------ |
| Supermax        | Number One in My Heart       |                                |
| Shakatak        | Watching You                 |                                |
| Robert Vanguard | Angel Eyes                   |                                |
| Gary Chandler   | Dancing in Heaven            |                                |
| Billy Ocean     | European Queen               |                                |
| Bananarama      | Hotline to Heaven            |                                |
| Limahl          | Tar Beach                    |                                |
| The Twins       | The Game of Chance           |                                |
| Ricchi e Poveri | Cosa Sei                     |                                |
| Eddy Grant      | Boys in the Street           |                                |
| Bad Boys Blue   | L.O.V.E. in My Car           |                                |
| Maria Vidal     | Body Rock                    |                                |
| Ray Charles     | Eleanor Rigby                | Oldie (ohne Telefonabstimmung) |
| Duran Duran     | The Wild Boys                |                                |
| Band Aid        | Do They Know It’s Christmas? | Video                          |